# Герман Дьорнеман
Герман Дьорнеман (нім. Hermann Dörnemann; 27 травня 1893 — 2 березня 2005) — німецький довгожитель вік якого підтверджений Групою геронтологічних досліджень (GRG) та Групою LongeviQuest (LQ). На момент смерті він був найстарішою живою людиною в Німеччині та найстарішим підтвердженим німцем в історії. Також він був 2-м найстарішим живим чоловіком у світі, після Еміліано Меркадо дель Торо. Помер у віці 111 років, 279 днів.

## Біографія
Герман Дьорнеман народився 27 травня 1893 року в Ессені, Німеччина. Був наймолодшою дитиною в сім'ї.
Під час Першої світової війни був поранений у плече. У 1922 році переїхав до Ратінгена, а потім до Дюссельдорфа де пізніше одружився. У пари було 2 дітей.
У 1984 році померла його дружина, після чого він переїхав жити до дочки.
У 2003 році помер його син.
27 травня 2004 року під час святкування свого 111-річчя Дьорнеман приписував своє довголіття тим, що пив пиво кожен день.
Після смерті 113-річного Фредеріка Гарольда Гейла в листопаді 2004 року вважалося, що Дьорнеманн став найстарішим живим чоловіком у світі, але пізніше було підтверджено, що ним був Еміліано Меркадо дель Торо з Пуерто-Ріко.
Герман Дьорнеман помер 2 березня 2004 року у віці 111 років і 279 днів від пневмонії в лікарні. Після його смерті найстарішою живою людиною в Німеччині стала 110-річна Фріда Мюллер.

## Рекорди довгожителя
- 28 серпня 2004 року після смерті Ліни Циммер, він став найстарішою живою людиною в Німеччині.
- 19 листопада 2004 року після смерті Фредеріка Гарольда Гейла він став 2-м найстарішим живим чоловіком у світі, після Еміліано Меркадо дель Торо.